# 九八式軽爆撃機
キ32 九八式軽爆撃機
九八式軽爆撃機（キ32）
- 用途：爆撃機
- 分類：軽爆撃機（攻撃機）
- 設計者：井町勇と太田四郎[注釈 1]
- 製造者：川崎航空機
- 運用者：日本（陸軍）
- 初飛行：1937年
- 生産数：854機
- 運用状況：退役

九八式軽爆撃機（きゅうはちしきけいばくげきき）は、大日本帝国陸軍の軽爆撃機。キ番号（試作名称）はキ32。呼称・略称は九八式軽爆、九八軽爆など。連合軍のコードネームはMary（メアリー）。開発・製造は川崎航空機。

## 概要
1936年（昭和11年）、陸軍の九三式単軽爆撃機の後継機開発指示に、川崎が参加し三菱と競作になったのがキ32である。川崎では陸軍が購入していたハインケル He 118を参考に開発を進め、1937年（昭和12年）3月に試作1号機が完成した。キ32は、フェアリー・バトル単発爆撃機が開発された場合と、ほとんど同じ作戦上の要求から設計されたものである。キ32は固定脚にもかかわらず、バトルより優れており、特に速度が速かった。
キ32は胴体内に爆弾槽を持った単発の中翼機で、空気抵抗の少ないスパッツ付きの固定脚を装備していた。エンジンは自社製のハ9を水冷式から液冷式に改良したハ9-II乙を搭載した。このエンジンは当時の国産エンジンとしては高性能だったものの、元のエンジンに改良を重ねたため性能的には限界に近く、また故障が多いものだった。
陸軍の審査は1937年（昭和12年）5月から開始された。キ32は性能的には三菱の機体（キ30）と甲乙付け難かったが、エンジンの信頼性の低さが問題となり、結局三菱製の機体が九七式軽爆撃機（九七式単軽爆撃機）として採用された。しかし、日中戦争の勃発による新鋭爆撃機の需要に三菱の生産力が追いつかないと陸軍では判断し、1937年（昭和12年）8月にキ32の増加試作機5機の製造を川崎に命じた。翌年完成した増加試作機は各部が改良されており性能向上が見られたため、1938年（昭和13年）8月にキ32も九八式軽爆撃機として制式採用されることになった。川崎ではすぐに大量生産体制を敷き、ピーク時には月産50機を記録した。
九八式軽爆撃機は機体性能自体は優れていたものの、エンジンのトラブルが多く大型ラジエーターからの水漏れ等の故障が頻発するなど整備員泣かせの機体であった。このため部隊での稼働率は低く、現場での評判は芳しくなかった。それでも支那事変の中期以降は主力軽爆撃機として各地で活動し、大東亜戦争（太平洋戦争）初期のシンガポールの戦いや香港攻略戦にも参加した。1942年（昭和17年）以降は前線から引き上げられ、訓練部隊や司令部飛行班に回された。
生産は1940年（昭和15年）5月まで続けられ、九七式軽爆撃機を上回る854機が生産された。

## 諸元
- 全長： 11.64m
- 全幅： 15.00 m
- 全高： 2.90 m
- 主翼面積： 34.00m2
- 自重： 2,349 kg
- 全備重量： 3,762 kg
- エンジン： 川崎九八式八〇〇馬力発動機 ハ9-II乙 液冷V型12気筒エンジン×1
- 出力： 850 hp
- 最大速度： 423 km/h
- 航続距離： 1,220km
- 実用上昇限度： 8,900 m
- 乗員： 2名
- 武装： 
  - 八九式固定機関銃甲（7.7mm）×1（左翼、200発）[4]
  - 八九式旋回機関銃（特）（7.7mm連装）×1（同乗席後方、90発×6）[4]
  - 爆弾　最大450kg